# Frank Williams
Sir Francis Owen Garbatt Williams CBE (South Shields Tyne i Wear, 16 d'abril de 1942 — 28 de novembre de 2021) fou el fundador i mànager de l'equip WilliamsF1 de Fórmula 1. Un accident de cotxe el març de 1986 quan abandonava el circuit de Paul Ricard, a França li va causar una paràlisi que el va deixar en una cadira de rodes.
El 1987 la Reina del Regne Unit li va concedir l'Ordre de l'Imperi Britànic. El 1999 va passar a ser Cavaller de l'Orde de l'Imperi Britànic. Al maig de 1994, després de la mort d'Ayrton Senna als comandaments d'un Williams a Imola, va ser acusat d'homicidi d'acord amb la llei italiana, però finalment va ser absolt després de diversos anys quan altres constructors de la Fórmula 1 van dir que no correrien a Itàlia si un accident provocava aquest tipus de reacció.